# Isaiah Thomas (giocatore di football americano)
Isaiah Thomas (Tulsa, 24 agosto 1999) è un giocatore di football americano statunitense che milita nel ruolo di defensive end per i Cleveland Browns della National Football League (NFL).

## Carriera

### Cleveland Browns
Thomas al college giocò a football a Oklahoma. Fu scelto nel corso del settimo giro (223º assoluto) nel Draft NFL 2022 dai Cleveland Browns. Nella sua stagione da rookie disputò 10 partite, nessuna delle quali come titolare, mettendo a segno 9 tackle, un sack, 2 passaggi deviati e un fumble recuperato.